# Protée (Claudel)
Pour les articles homonymes, voir Protée.
Protée est une pièce de théâtre en deux actes de Paul Claudel, destinée à être accompagnée par une musique de Darius Milhaud. 

## Création et représentation
Une première version date de 1913, une seconde de 1926. La première version a été composée en Allemagne. Paul Claudel y exerçait depuis octobre 1911 en tant que consul général à Francfort. Le titre initial de la pièce était Les Satyres. Dans une lettre adressée à Lugné-Poe, Claudel caractérise d'abord sa pièce comme une « bouffonnerie extravagante, une véritable pitrerie de cirque. » La deuxième version de la pièce est achevée des années après, en janvier-février 1926. La rédaction de cette deuxième version a été initiée lors d'un voyage de l'auteur vers le Japon.     
Darius Milhaud a été très tôt sollicité par Claudel pour créer une musique qui accompagnerait la représentation. Le compositeur a écrit plusieurs partitions différentes pour la pièce. Claudel envisageait de faire jouer Protée au théâtre de Gheusi mais la pièce ne sera en définitive pas jouée de son vivant. La relative brièveté de la pièce semble avoir posé des difficultés à la monter et de nombreux metteurs en scène ont essayé, en vain, de la porter sur les planches : Lugné-Poe et Copeau en 1913 puis en 1914, Firmin Gémier en 1915, Barrault en 1949, Jean-Marie Serreau en 1953... Du vivant de Claude, trois représentations furent réalisées par des troupes amateures : une en 1929 par des étudiants de l'université de Groningue en Hollande, une à Genève en 1938 et une par le groupe Amphion à Paris, au sein du Foyer des étudiants de la Sorbonne (avec des décors de Jean Effel). La première création française professionnelle n'eut lieu que le 25 février 1955 (lors de la mort de Claudel) à la Comédie de Paris, dans une mise en scène de Raymond Gérôme, avec la musique de Milhaud.     

## Mises en scène
- 1955 : Raymond Gérôme, Comédie de Paris
- 1957 : Serge Ligier, théâtre du Tertre
- 1969 : Georges Goubert, Comédie de l'Ouest
- 1974 : Jacques Rosny, théâtre Hébertot
- 1982 : Michel de Maulne, Théâtre Essaïon
- 1996 : Emmanuel Ducasse, festival d'Arlempdes

## Source
- Société Paul Claudel, Protée & L'Ours et la lune, Paul Claudel en ligne.

1. ↑  Paul Claudel, Théâtre, t. I, Paris, Gallimard, coll. « Bibliothèque de la Pléiade », 2011, 1776 p. (ISBN 978-2-07-011814-4), p. 1653
2. ↑  Paul Claudel, Cahiers Paul Claudel, vol. 5, Gallimard, 1964, 320 p. (ISBN 2-07-021542-3), p. 126
3. ↑  Claudel, Paul, 1868-1955,, Autrand, Michel, Alexandre, Pascale et Houriez, Jacques,, Théâtre, t. I, Paris, Gallimard, 2011, 1776 p. (ISBN 978-2-07-011814-4, 2-07-011814-2 et 978-2-07-011821-2, OCLC 729677893, lire en ligne), p. 1654
4. ↑  Lécroart, Pascal., Paul Claudel et la rénovation du drame musical : étude de ses collaborations avec Darius Milhaud, Arthur Honegger, Paul Collaer, Germaine Tailleferre, Louise Vetch, Sprimont, Mardaga, 2004, 384 p. (ISBN 2-87009-861-8 et 978-2-87009-861-5, OCLC 56063728, lire en ligne), p. 68
5. ↑  Claudel, Paul, 1868-1955,, Autrand, Michel,, Alexandre, Pascale, et Houriez, Jacques,, Théâtre, t. I, Paris, Gallimard, 2011, 1708 p. (ISBN 978-2-07-011814-4, 2-07-011814-2 et 978-2-07-011821-2, OCLC 729677893, lire en ligne), p. 1662